# بيتر جريناواي
بيتر جريناواي (بالإنجليزية: Peter Greenaway)‏ (و. 1942 – م) هو مخرج مسرحي، ومخرج سينمائي، وكاتب، وexperimental artist ‏، وكاتب سيناريو، ورسام، ومونتير، وممثل، ومصور سينمائي، ومخرج تلفزيوني من المملكة المتحدة . ولد في نيوبورت .

## التعليم
تعلم في Forest School, Walthamstow ‏

## جوائز وترشيحات
حصل على جوائز منها:
- BAFTA Outstanding British Contribution to Cinema Award [الإنجليزية]‏ (2014)
- Golden Calf for Best Script [الإنجليزية]‏ (2007)
- جائزة ساثرلاند [الإنجليزية]‏، عن عمل:The Falls (1980)
- قائد وسام الامبراطورية البريطانية.

ترشح لـ:
- BAFTA Outstanding British Contribution to Cinema Award (2014)
- Independent Spirit Award for Best Foreign Film، عن عمل:كوك اللص زوجته وعشيقها (1991).

## روابط خارجية
- بيتر جريناواي على موقع IMDb (الإنجليزية)
- بيتر جريناواي على موقع روتن توميتوز (الإنجليزية)
- بيتر جريناواي على موقع مونزينجر (الألمانية)
- بيتر جريناواي على موقع قاعدة بيانات الأفلام العربية
- بيتر جريناواي على موقع ألو سيني (الفرنسية)
- بيتر جريناواي على موقع ميوزك برينز (الإنجليزية)
- بيتر جريناواي على موقع أول موفي (الإنجليزية)
- بيتر جريناواي على موقع قاعدة بيانات الأفلام السويدية (السويدية)
- بيتر جريناواي على موقع إن إن دي بي (الإنجليزية)
- بيتر جريناواي على موقع ديسكوغز (الإنجليزية)